# 汉斯·艾斯勒
汉斯·艾斯勒（德語：Hanns Eisler，1898年7月6日—1962年9月6日），犹太人，奥地利作曲家、音乐理论家和社会活动家。他是德意志民主共和国（东德）国歌《从废墟中崛起》的作曲者，在欧洲乐坛享有盛誉。艾斯勒曾在维也纳音乐学院学作曲，师从勋伯格。1924年获维也纳市创作奖，1925至1933年在柏林音乐高等学校任教。阿道夫·希特勒上台后，他于1933年流亡国外，此间他曾为英国写电影音乐，在纽约新社会研究学校及南加利福尼亚大学任教。1942年在好莱坞从事电影音乐写作，曾担任卓别林的音乐助理。1962年9月6日病逝于东柏林。

## 生平

### 家庭背景
汉斯·艾斯勒1898年7月6日出生于德国莱比锡的一个犹太人家庭，是家中的第三个孩子，父亲是奥地利哲学家，鲁道夫·艾斯勒；母亲是玛丽·费舍尔，一名屠户之女。其父是无神论者，其母是路德宗信徒，哥哥格哈特·艾斯勒是共产国际新闻记者，姐姐路特·费舍在1920年代曾是德国共产党的领导者，但后期政治倾向发生转变。1901年，全家搬到了维也纳。
艾斯勒14岁时加入了一个社会主义青年团体。

### 早年生涯
作为奥地利德意志人，艾斯勒1916年被招入奥匈帝国军队的匈牙利军团，在第一次世界大战期间曾多次受伤，1918年退伍后回到维也纳。1919年1月，艾斯勒曾支持德国柏林工人武装起义，但起义最终失败。
1919年至1923年，艾斯勒在维也纳音乐学院学习作曲，师从勋伯格。1920年，他和夏洛特·迪曼特结婚，婚后育有一子格奥尔格·艾斯勒，其子日后成为了著名的画家。1924年1924 年，艾斯勒的第一部十二音技法作品《Opus 5 Palmström》出版；同年10月，艾斯勒的作品首次在维也纳上演，1925年艾斯勒获维也纳市议会颁发的艺术奖。
这一时期，他创作了《第一钢琴奏鸣曲》（1923）、 《剪报》（1926）、《红色扩音器》（1927）、《团结之歌》（Solidaritätslied）和《红色威丁》（1929）等作品。
1925年，艾斯勒独自搬到柏林（其妻留在了维也纳，艾斯勒在两地之间往返），在柏林克林德沃特-沙尔文卡音乐学院任教，并写作具有十二音体系风格的作品。期间受到马克思主义的影响，1926年申请加入德国共产党，并未获得批准，其后也一直未能正式成为共产党员。1927年开始参加各种工人合唱队的活动。1928年，他在马克思主义工人学校（MASCH）担任教学工作。1929年与戏剧家布莱希特（布莱希特几乎在同一时期转向了马克思主义）合作，写出大量革命歌曲及工人歌曲，并为戏剧、电影写作音乐，成为知名的左翼音乐家；两位艺术家之间的合作持续了布莱希特的余生。1929年艾斯勒结识了年轻的共产主义者，他后来的女友，黑蒂·古特曼（Hedi Gutmann）；1934年，由于长期分居以及与古特曼的关系，艾斯勒夫妇离婚。
这一时期，他创作的音乐剧作品有《措施》（1930），他为之配乐的电影包括《无人之地》（1931）、《英雄之歌》（Песнь о героях，1932）、《世界在谁手中？》（Kuhle Wampe，1932）和《在街头》（Dans les rues，1933，维克托·特里瓦斯拍摄）。

### 流亡海外
1933年，希特勒上台建立法西斯政权，并大肆迫害犹太人。艾斯勒被迫流亡国外，经过奥地利、法国、荷兰，1934年暂居丹麦，与布莱希特继续合作。后去英国写电影音乐，去美国作巡回演出。艾斯勒的女友黑蒂·古特曼在莫斯科的广播站找到了一份工作，在1938年大清洗中入狱，被判处18年的刑罚，直到1957年才回到柏林。1937年支持西班牙的反法西斯战斗时，艾斯勒曾为国际纵队写过一些战斗歌曲。1938年去美国后，在纽约新社会研究学校及南加利福尼亚大学任教。1942年在好莱坞从事电影音乐写作，曾担任卓别林的音乐助理。艾斯勒为各种纪录片作曲，并为8部好莱坞电影配乐，其中配乐作品《侩子手之死》和《寂寞芳心》分别在1944年、1945年获得奥斯卡金像奖最佳剧情类原创配乐奖提名。1947年写成《电影音乐作曲》一书。
这一时期，他创作的音乐作品有《统一战线之歌》（1934），电影配乐作品包括《四万万人民》（1939）、《被遗忘的村庄》（1941）、《侩子手之死》（1943）、《寂寞芳心》（1944）、《嫉妒》（1945）、《花都绯闻》（1946）和《夜与雾》（1946）。艾斯勒所创作的电影配乐作品不拘泥于勋伯格所授的十二音技法，结合各种音乐风格大胆创新，形成独特的音乐语言，奠定了自己的声誉。

### 驱逐出境
艾斯勒在美国积极参加进步活动，1947年被美国“非美活动委员会”（HUAC）传讯，因拒绝回答问题，被判处监禁。卓别林、科普兰等组成营救委员会向美国政府提出抗议，1948年艾斯勒被改判为驱逐出境。

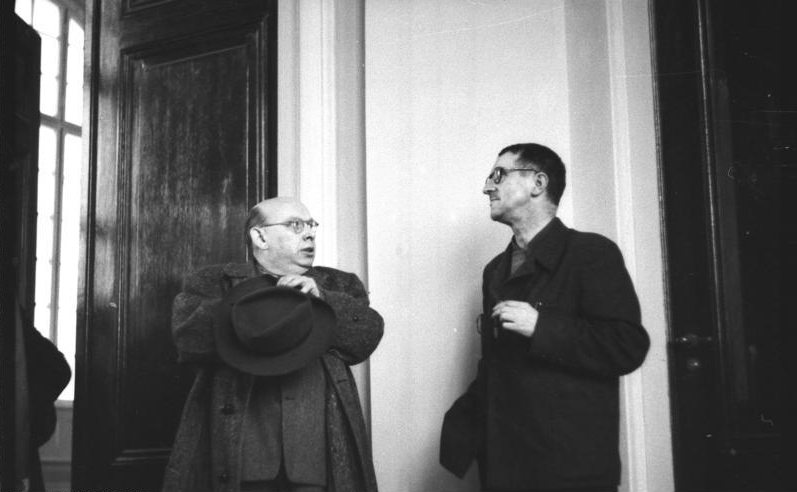
汉斯·艾斯勒与他亲密的朋友、合作者，贝托尔特·布莱希特，1950年3月21日，东柏林。

### 定居东德
1948年，艾斯勒回到祖国奥地利。德意志民主共和国成立后，他定居东柏林与布莱希特继续合作，仍从事作曲及音乐理论工作，成为著名的社会活动家。1949年，他为德意志民主共和国国歌《从废墟中崛起》作曲。
这一时期，艾斯勒曾有创作歌剧《约翰·浮士德》（Johann Faustus）的雄心壮志。该剧以德国农民战争为故事背景，讲述了一出一位农民出身的优柔寡断的学者，为追求知识，与伪装成贵族地主的魔鬼，梅菲斯特签订了契约，背叛了农民战争和德国农民阶层，令起义失败而最终懊悔莫及的悲剧。1952年，他完成了该剧的剧本和歌词的创作，但作品发表后受到了文艺界的批判。艾斯勒最终未能完成歌剧《约翰·浮士德》的作曲工作，并因此罹患抑郁症。
由于汉斯·艾斯勒在音乐创作上成就非凡，他于1950、1958年两度被授予“德意志民主共和国国家奖”（Nationalpreis der DDR）。
1962年9月6日，汉斯·艾斯勒因心脏病发作病逝于柏林，安葬在柏林著名的Dorotheenstadt公墓。1964年，为了纪念艾斯勒，汉斯·艾斯勒曾参与创建并执教的“德意志音乐学院”改名为“汉斯·艾斯勒音乐学院”，该校还建立了他的文献馆。

## 作品
艾斯勒一生写有大量著作，是20世纪最为高产的音乐家之一。

### 音乐作品
汉斯·艾斯勒创作的音乐作品有：歌曲600余首，包括德意志民主共和国国歌《从废墟中崛起》、《统一战线之歌》、《蓝旗歌》、《共产国际之歌》、《工人母亲摇篮歌》等。管弦乐合唱曲多首，著名的有：《反对战争》、《列宁安魂曲》、《儿童颂》。歌剧两部《歌利亚》、《约翰·浮士德》（未全部完成），小歌剧《圆颅党与尖颅党》。器乐曲有管弦乐组曲8首、交响曲2部和各种小型器乐曲等。此外还有电影音乐40余部，如电影《无人之地》的片尾曲《秘密集结》，戏剧音乐30余部（主要与布莱希特合作，如《母亲》《伽利略》等）。

### 理论著作
汉斯·艾斯勒创作的理论著作有：《资产阶级音乐文化危机》《社会主义音乐发展的道路》《音乐与政治》及大量论文。1968年德意志民主共和国出版了艾斯勒作品3卷集，其中声乐曲、器乐曲及文字论著各1卷。

## 评价
汉斯·艾斯勒的音乐创作，早期使用十二音技法，但随着思想的变化，音乐语言也有所转变，形成了自己的风格。他的作品简洁、清新，易被群众接受。他充分利用了各种技巧，包括调式和声、爵士音乐以及现代派手法。常有非功能体系的和声进行并大量使用不协和音。他的电影、戏剧音乐富有效果，颇为人所称道。汉斯·艾斯勒一生为民主及社会主义奋斗，重视工人及群众音乐活动。他对马克思主义与音乐理论作了深入的研究，在积极探索音乐如何为社会主义、为群众服务的理论及实践方面，取得一定成绩。

## 荣誉

### 奥斯卡金像奖
1945   	第17届   奥斯卡金像奖最佳剧情类原创配乐   寂寞芳心   （提名）
1944   	第16届   奥斯卡金像奖最佳剧情类原创配乐   刽子手之死   （提名）

### 德意志民主共和国国家奖
1958   	德意志民主共和国国家奖   （获奖）
1950   	德意志民主共和国国家奖   （获奖）